# Гийом, Роберт
Роберт Гийом (англ. Robert Guillaume, при рождении Роберт Питер Уильямс (англ. Robert Peter Williams); 30 ноября 1927, Сент-Луис, Миссури — 24 октября 2017[…], Лос-Анджелес, Калифорния) — американский актёр, известный по ролям Айзека Джаффе в телесериале «Ночь спорта» и Бенсона в телесериале «Мыло» и его спин-оффе «Бенсон», а также по озвучиванию мандрила Рафики в мультфильме «Король Лев».

## Ранние годы
Родился в Сент-Луисе, штат Миссури у матери-алкоголички, при рождении получил имя Роберт Уильямс. После того, как мать бросила семью, его и ещё нескольких братьев и сестёр воспитывала бабушка Жанетт Уильямс. Прежде чем начать актёрскую карьеру, учился в Сент-Луисском университете, Вашингтонском университете и служил в армии США. Для своего сценического имени выбрал фамилию «Гийом», аналог имени Уильям в французском языке.

## Карьера

### Театр и музыкальная карьера
Окончив университет, Гийом начал работать в театре Karamu Players в Кливленде, где играл в музыкальных комедиях и операх. В 1959 году гастролировал по миру как участник мюзикла «Бесплатно и легко». В 1961 году Дебютировал на Бродвее в мюзикле Kwamina. Также играл в таких мюзиклах как «Золотой мальчик», «Победные бубны», «Парни и куколки», «Жак Брель жив и здоров и живёт в Париже» и Purlie!. За роль Нейтана Детройта в мюзикле «Парни и куколки» был номинирован на премию «премию Тони».
Гийом был участником ансамбля Robert de Cormier Singers, с которым он выступал на концертах и телевидении. Также в составе фолк-трио The Pilgrims он записал альбом под названием Just Arrived. The Pilgrims были созданы продюсером лейбла Columbia Records Томом Уилсоном, который хотел создать конкуренцию популярному фолк-трио Peter, Paul and Mary. К началу 1964 года The Pilgrims записали несколько песен, однако Уилсон всё ещё не мог выбрать подходящий трек, который должен был стать дебютным синглом группы. В это время Уилсон познакомился с тогда ещё неизвестным автором песен Полом Саймоном, который показал ему свою композицию под названием The Sound of Silence. Уилсону понравилась эта песня, и он предложил Саймону записать её демоверсию для группы, но, когда Саймон и его друг, Арт Гарфанкел, записали эту песню, Уилсон отказался от идеи использовать её для The Pilgrims и контракт с Саймоном и Гарфанкелом.
В 1964 году он сыграл Спортинга Лайфа в мюзикле «Порги и Бесс», поставленном в театре New York’s City Center. Позже он сыграл ту же в роль в Австрии в Венской Фольксопер, в 1966 эта постановка вышла в качестве телефильма. Затем он сыграл главную роль в лос-анджелесской постановке мюзикла «Призрак оперы», заменив актёра Майкла Кроуфорда.

### Телевидение
Гийом снимался в эпизодах таких сериалов как «Добрые времена», «Джефферсоны», «Сэнфорд и сын», «Спасенные звонком: Годы колледжа», «Принц из Беверли-Хиллз» и «Другой мир». Также Гийом сыграл роли доктора Франклина в эпизоде телесериала «Все в семье» и Аарона Каротерса в эпизоде телесериала «Доктор Маркус Уэлби». С 1977 по 1979 годы он играл одну из главных ролей дворецкого Бенсона Дюбуа в телесериале канала ABC «Мыло». В 1979—1986 годах Гийом продолжал играть эту роль в спин-оффе сериала «Мыло» под названием «Бенсон». Гийом дважды выигрывал премию «Эмми» за исполнение роли Бенсона Дюбуа в 1979 и в 1985 годах.
28 ноября 1984 года Гийом получил звезду на голливудской «Аллее Славы» за работу на телевидении. Также имел звезду на сент-луисской «Аллее славы».
В 1985 году Гийом снялся в мини-сериале «Север и Юг» в роли аболиционистского лидера Фредерика Дугласа, который сбежал из рабства и стал лидером движения за его отмену перед гражданской войной в США.
В последующие годы он играл роли брачного консультанта Эдварда Сойера в телесериале «Шоу Роберта Гийома» (1989), детектива Боба Балларда в телесериале Pacific Station (1991—1992), а также исполнительного продюсера Айзека Джаффе в сериале Аарона Соркина «Ночь спорта» (1998—2000). Также он снялся в эпизоде телесериала «8 простых правил для друга моей дочери-подростка». Последний раз он появился на телевидении в 2016 году в шоу Oprah: Where Are They Now?.

### Актёр озвучивания
Гийом озвучивал персонажей в таких мультсериалах как «Команда спасателей Капитана Планеты», Fish Police и «Сказочные истории для всех детей». Также он озвучил Рафики в мультфильме «Король Лев» и его сиквелах. В 1995 году он получил премию «Грэмми» за озвучивание этого персонажа в аудиокниге «Король Лев». Он озвучил мистера Толстоноса в мультфильме «Земля до начала времён 8: Великая стужа». В 2004 году озвучил Илая Вэнса в видеоигре Half-Life 2 и её сиквелах.

## Личная жизнь и смерть
С 1955 по 1984 годы Гийом был женат на Марлен Уильямс, с которой он имел двух сыновей, Кевина и Жака. В 1986 году он женился на Донне Браун, у пары родилась дочь Рейчел. Его сын Жак умер 23 декабря 1990 года в возрасте 33 лет из-за осложнений СПИДа.
В 1999 году Гийом перенес инсульт во время съемок сериала «Ночь спорта» на студии Уолта Диснея в городе Бербанк, штат Калифорния, после которого довольно быстро восстановился.
Гийом умер от рака простаты 24 октября 2017 года в своем доме в Лос-Анджелесе, штат Калифорния в возрасте 89 лет.

## Фильмография

### Кино
| Год  | Название на русском                         | Оригинальное название                     | Роль                                   | Примечания                          |
| ---- | ------------------------------------------- | ----------------------------------------- | -------------------------------------- | ----------------------------------- |
| 1973 | Суперфлай Динамит                           | Super Fly T.N.T.                          | Джордан Гейнс                          |                                     |
| 1980 | Как в старое доброе время                   | Seems Like Old Times                      | Фред                                   |                                     |
| 1984 | Принц Джек                                  | Prince Jack                               | Мартин Лютер Кинг                      |                                     |
| 1986 | Взять живым или мёртвым                     | Wanted: Dead Or Alive                     | Филмор Уокер                           |                                     |
| 1987 | Меня всё ещё путают с Брюсом                | They Still Call Me Bruce                  | офицер министерства по делам ветеранов |                                     |
| 1989 | Держись за меня                             | Lean on Me                                | доктор Фрэнк Нейпир                    |                                     |
| 1990 | Ордер на смерть                             | Death Warrant                             | Хоукинс                                |                                     |
| 1993 | Человек-метеор                              | The Meteor Man                            | Тед Рид                                |                                     |
| 1994 | Король Лев                                  | The Lion King                             | Рафики                                 | мультфильм; озвучка                 |
| 1996 | Неистребимый шпион                          | Spy Hard                                  | агент Стив Бишоп                       |                                     |
| 1996 | Первый ребёнок страны                       | First Kid                                 | Уилкс                                  |                                     |
| 1998 | —                                           | The Easter Story Keepers                  | исполнитель песен                      | сразу на видео; мультфильм; озвучка |
| 1998 | Король Лев 2: Гордость Симбы                | The Lion King II: Simba’s Pride           | Рафики                                 | сразу на видео; мультфильм; озвучка |
| 1999 | Кремниевые башни                            | Silicon Towers                            | детектив Грин                          |                                     |
| 2001 | Земля до начала времён 8: Великая стужа     | The Land Before Time VIII: The Big Freeze | мистер Толстонос                       | сразу на видео; мультфильм; озвучка |
| 2002 | Приключения Мальчика-с-пальчик и Дюймовочки | The Adventures of Tom Thumb & Thumbelina  | Бен                                    | сразу на видео; мультфильм; озвучка |
| 2002 | Дьявольское отродье                         | 13th Child                                | Райли                                  |                                     |
| 2003 | Крупная рыба                                | Big Fish                                  | доктор Беннетт-старший                 |                                     |
| 2004 | Король Лев 3: Хакуна матата                 | The Lion King 3: Hakuna Matata            | Рафики                                 | сразу на видео; мультфильм; озвучка |
| 2008 | Секреты Джонатана Сперри                    | The Secrets of Jonathan Sperry            | мистер Барнс                           |                                     |
| 2011 | Сатин                                       | Satin                                     | док Бишоп                              |                                     |
| 2012 | Замкнутый круг                              | Columbus Circle                           | Ховард Майлс                           |                                     |
| 2013 | —                                           | Off the Beach                             | доктор Блэк                            | короткометражный фильм              |

### Телевидение
| Год       | Название на русском                              | Оригинальное название                             | Роль                          | Примечания                                    |
| --------- | ------------------------------------------------ | ------------------------------------------------- | ----------------------------- | --------------------------------------------- |
| 1966      | Порги в Вене                                     | Porgy in Wien                                     | Спортинг Лайф                 | телефильм                                     |
| 1969      | Джулия                                           | Julia                                             | Роберт Беррон                 | эпизод: The Wheel Deal                        |
| 1970      | Доктор Маркус Уэлби                              | Marcus Welby, M.D.                                | Ааарон Каротерс               | эпизод: The Soft Phrase of Peace              |
| 1975      | Сэнфорд и сын                                    | Sanford and Son                                   | Альберт Брок                  | эпизод: Steinberg and Son                     |
| 1975      | Все в семье                                      | All in the Family                                 | доктор Франклин               | эпизод: All in the Family                     |
| 1975      | Джефферсоны                                      | The Jeffersons                                    | Чарльз Томпсон                | эпизод: George Won’t Talk                     |
| 1977      | Добрые времена                                   | Good Times                                        | Фишбон                        | эпизод: Requiem for a Wino                    |
| 1977—1980 | Мыло                                             | Soap                                              | Бенсон Дюбуа                  | телесериал; основная роль                     |
| 1979      | —                                                | The Kid from Left Field                           | Ларри Купер                   | телефильм                                     |
| 1979—1986 | Бенсон                                           | Benson                                            | Бенсон Дюбуа                  | телесериал; основная роль                     |
| 1980—1981 | Лодка любви                                      | The Love Boat                                     | Фрэнк Беллок / Алан Кертис    | 3 эпизода                                     |
| 1981      | —                                                | Purlie                                            | Перли «Победоносный» Джадсон  | телефильм                                     |
| 1982      | —                                                | The Kid with the Broken Halo                      | Блейк                         | телефильм                                     |
| 1983      | Ребенок с 200% I.Q.                              | The Kid with the 200 I.Q.                         | профессор Миллс               | телефильм                                     |
| 1985      | Север и Юг                                       | North And South                                   | Фредерик Дуглас               | мини-сериал; 6 эпизодов                       |
| 1986      | —                                                | Christmas                                         | Джон Грин                     | телефильм                                     |
| 1986      | Отель                                            | Hotel                                             | Фрэнк Стоунер                 | эпизод: Shadow Play                           |
| 1987      | Перри Мейсон: Дело скандального хроникёра        | Perry Mason: The Case of the Scandalous Scoundrel | Харлан Уэйд                   | телефильм                                     |
| 1987      | Арбалет                                          | Crossbow                                          | Нолан Бен Санниман Аль Хедрем | 2 эпизода                                     |
| 1989      | Последний этаж                                   | The Penthouse                                     | Юджин Сент Клэр               | телефильм                                     |
| 1989      | Шоу Роберта Гийома                               | The Robert Guillaume Show                         | Эдвард Сойер                  | телесериал; основная роль                     |
| 1989      | —                                                | Fire and Rain                                     | Картер                        | телефильм                                     |
| 1989      | Сестра Кейт                                      | Sister Kate                                       | мистер Таунсенд               | эпизод: Neville’s Hired Hand                  |
| 1991—1992 | Другой мир                                       | Another World                                     | Дин Уинстон / профессор Мерфи | 3 эпизода                                     |
| 1991—1992 | —                                                | Pacific Station                                   | детектив Боб Баллард          | телесериал; основная роль                     |
| 1992      | История Эдмунда Перри                            | Murder Without Motive: The Edmund Perry Story     | комиссар полиции              | телефильм                                     |
| 1992      | Закон Лос-Анджелеса                              | L.A. Law                                          | Эдвард Роллинс                | эпизод: Diet, Diet My Darling                 |
| 1992      | —                                                | Fish Police                                       | детектив Кэтфиш               | мультсериал; основная роль; озвучка           |
| 1992      | —                                                | Jack’s Place                                      | Тед Силл                      | эпизод: Romance Takes a Curtain Call          |
| 1992      | —                                                | Driving Miss Daisy                                | Хоук Колберн                  | телефильм                                     |
| 1992      | —                                                | Mastergate                                        | Сидли Селлерс                 | телефильм                                     |
| 1992      | —                                                | You Must Remember This                            | дядя Бадди                    | телефильм                                     |
| 1993      | Семейка Аддамс                                   | The Addams Family                                 | мистер Корбларб               | эпизод: Color Me Addams; мультсериал; озвучка |
| 1993      | Диагноз: убийство                                | Diagnosis: Murder                                 | отец Моррисси                 | эпизод: Miracle Cure                          |
| 1993      | Спасённые звонком: Годы колледжа                 | Saved by the Bell: The College Years              | доктор Артур Хеммингс         | эпизод: A Question of Ethics                  |
| 1994      | Правосудие Берка                                 | Burke’s Law                                       | Юджин Сэйерс                  | эпизод: Who Killed the Fashion King?          |
| 1994      | Команда спасателей Капитана Планеты              | Captain Planet and the Planeteers                 | гражданин                     | эпизод: Bug Off; мультсериал; озвучка         |
| 1994      | Принц из Беверли-Хиллз                           | The Fresh Prince of Bel-Air                       | Пит Флетчер                   | эпизод: You’d Better Shop Around              |
| 1994      | Борзые                                           | Greyhounds                                        | Роберт Смит                   | телефильм                                     |
| 1994      | Космический отстойник                            | Cosmic Slop                                       | Глисон Голайтли               | телефильм                                     |
| 1995      | Дети праха                                       | Children of the Dust                              | Мосбергер                     | мини-сериал; 2 эпизода                        |
| 1995—1999 | Тимон и Пумба                                    | The Lion King’s Timon & Pumbaa                    | Рафики                        | мультсериал; 12 эпизодов; озвучка             |
| 1995—2000 | Сказочные истории для всех детей                 | Happily Ever After: Fairy Tales for Every Child   | рассказчик                    | мультсериал; основная роль; озвучка           |
| 1996      | —                                                | Lamb Chop’s Chanukah and Passover Surprise        | Роберт                        | телефильм                                     |
| 1996      | Бег за мечтой: История Гейл Диверс               | Run for the Dream: The Gail Devers Story          | преподобный Диверс            | телефильм                                     |
| 1996      | Паника в небесах                                 | Panic in the Skies!                               | Роб Барнс                     | телефильм                                     |
| 1996      | Часы апокалипсиса                                | Pandora’s Clock                                   | посол Ли Ланкастер            | мини-сериал; 2 эпизода                        |
| 1996      | —                                                | Sparks                                            | профессор Бернард Слейтер     | эпизод: Porky’s Revenge                       |
| 1996      | Земля обетованная (телесериал)Земля обетованная  | Promised Land                                     | Мартин Вулридж                | эпизод: Christmas                             |
| 1996      | —                                                | Crystal Cave                                      | Мерлин                        | телефильм                                     |
| 1996      | —                                                | Alchemy                                           | Мерлин                        | телефильм                                     |
| 1997      | —                                                | Goode Behavior                                    | доктор Бакстер                | эпизод: Goode Daddy                           |
| 1997      | Матушка Гусыня: Рэп и рифмы                      | Mother Goose: A Rappin’ and Rhymin’ Special       | рассказчик                    | телевизионный мультфильм; озвучка             |
| 1997      | Прикосновение ангела                             | Touched by an Angel                               | судья Доус                    | эпизод: Jones vs. God                         |
| 1997      | С Рождеством, Джордж Бейли                       | Merry Christmas, George Bailey                    | мистер Гоуэр                  | телефильм                                     |
| 1997      | —                                                | Metropolitan Hospital                             | н/д                           | телефильм                                     |
| 1998      | За гранью возможного                             | The Outer Limits                                  | мистер Браун                  | эпизод: Monster                               |
| 1998      | Его телохранитель                                | His Bodyguard                                     | Гарретт                       | телефильм                                     |
| 1998—2000 | Ночь спорта                                      | Sports Night                                      | Айзек Джаффе                  | телесериал; основная роль                     |
| 2000      | Мойша                                            | Moesha                                            | Артур                         | эпизод: All This, and Turkey Too              |
| 2002      | Гордая семья                                     | The Proud Family                                  | доктор Паркер                 | эпизод: Behind Family Lines                   |
| 2003      | 8 простых правил для друга моей дочери-подростка | 8 Simple Rules for Dating My Teenage Daughter     | Коди Грант                    | эпизод: Every Picture Tells a Story           |
| 2004      | Город будущего                                   | Century City                                      | судья                         | эпизод: To Know Her                           |
| 2008      | C.S.I.: Место преступления                       | CSI: Crime Scene Investigation                    | Сонни Бриджес                 | эпизод: Young Man with a Horn                 |
| 2013      | —                                                | Wanda Sykes Presents Herlarious                   | историк                       | телесериал                                    |

### Игры
| Год  | Название                                | Роль             | Примечания                |
| ---- | --------------------------------------- | ---------------- | ------------------------- |
| 1994 | Animated StoryBook: The Lion King       | Рафики           |                           |
| 2000 | The Lion King: Simba’s Mighty Adventure | Рафики           |                           |
| 2003 | Disney’s Extreme Skate Adventure        | Рафики           |                           |
| 2004 | Timon & Pumbaa Virtual Safari 1.5       | Рафики           |                           |
| 2004 | Rafiki’s Challenge                      | Рафики           |                           |
| 2004 | Half-Life 2                             | доктор Илай Вэнс |                           |
| 2005 | Kingdom Hearts II                       | Рафики           | озвучка английской версии |
| 2006 | Half-Life 2: Episode One                | доктор Илай Вэнс |                           |
| 2007 | Kingdom Hearts II: Final Mix+           | Рафики           | озвучка английской версии |
| 2007 | Half-Life 2: Episode Two                | доктор Илай Вэнс |                           |
| 2012 | Sorcerers of the Magic Kingdom          | Рафики           |                           |

## Награды и номинации
| Год  | Награда                        | Категория                                                 | Название работы | Результат |
| ---- | ------------------------------ | --------------------------------------------------------- | --------------- | --------- |
| 1977 | Тони                           | Лучший актёр в мюзикле                                    | Парни и куколки | Номинация |
| 1977 | Драма Деск                     | Лучший актёр в мюзикле                                    | Парни и куколки | Номинация |
| 1979 | Эмми                           | Лучший актёр второго плана в комедийном телесериале       | Мыло            | Победа    |
| 1980 | Эмми                           | Лучший актёр в комедийном телесериале                     | Бенсон          | Номинация |
| 1982 | Эмми                           | Лучший актёр в комедийном телесериале                     | Бенсон          | Номинация |
| 1983 | Эмми                           | Лучший актёр в комедийном телесериале                     | Бенсон          | Номинация |
| 1984 | Эмми                           | Лучший актёр в комедийном телесериале                     | Бенсон          | Номинация |
| 1985 | Эмми                           | Лучший актёр в комедийном телесериале                     | Бенсон          | Победа    |
| 1983 | Золотой глобус                 | Лучший актёр в комедийном сериале                         | Бенсон          | Номинация |
| 1984 | Золотой глобус                 | Лучший актёр в комедийном сериале                         | Бенсон          | Номинация |
| 1985 | Золотой глобус                 | Лучший актёр в комедийном сериале                         | Бенсон          | Номинация |
| 2000 | Спутник                        | Лучший актёр в телевизионном сериале — комедия или мюзикл | Ночь спорта     | Номинация |
| 2000 | Премия Гильдии киноактёров США | Лучший актёрский состав в комедийном сериале              | Ночь спорта     | Номинация |